# ANSI C
ANSI C este un standard pentru limbajul de programare C publicat de American National Standards Institute (ANSI).